# ماوريتسيو ديانا
ماوريتسيو ديانا (بالإيطالية: Maurizio Diana)‏ هو رسام وجيولوجي وفيزيائي إيطالي، ولد في 4 أغسطس 1939 في روما في إيطاليا.